# Вандьер (Мёрт и Мозель)
Вандье́р (фр. Vandières) — коммуна во французском департаменте Мёрт и Мозель, региона Лотарингия. Относится к кантону Дьелуар.

## География

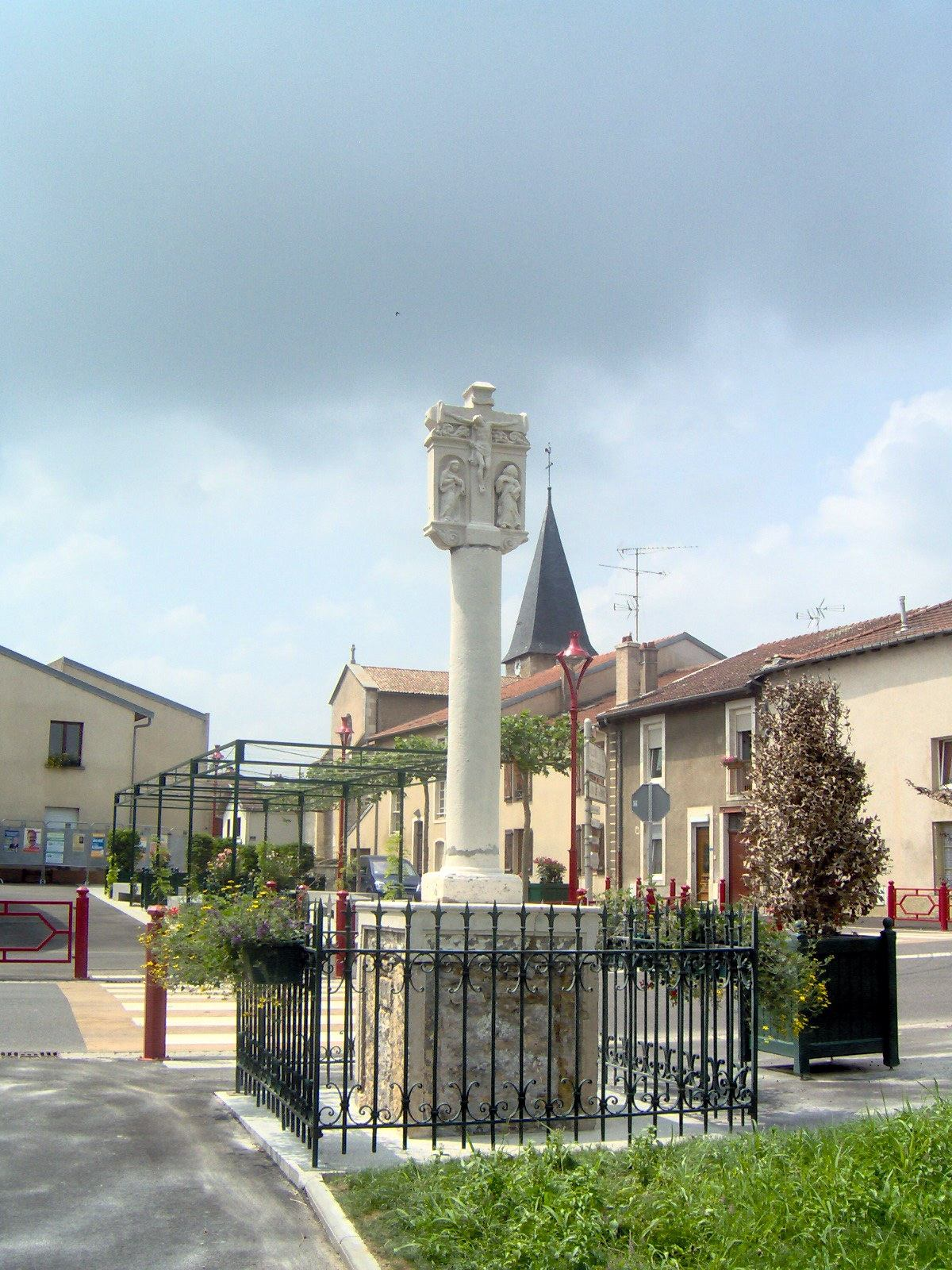
Вандьер. Центр города.

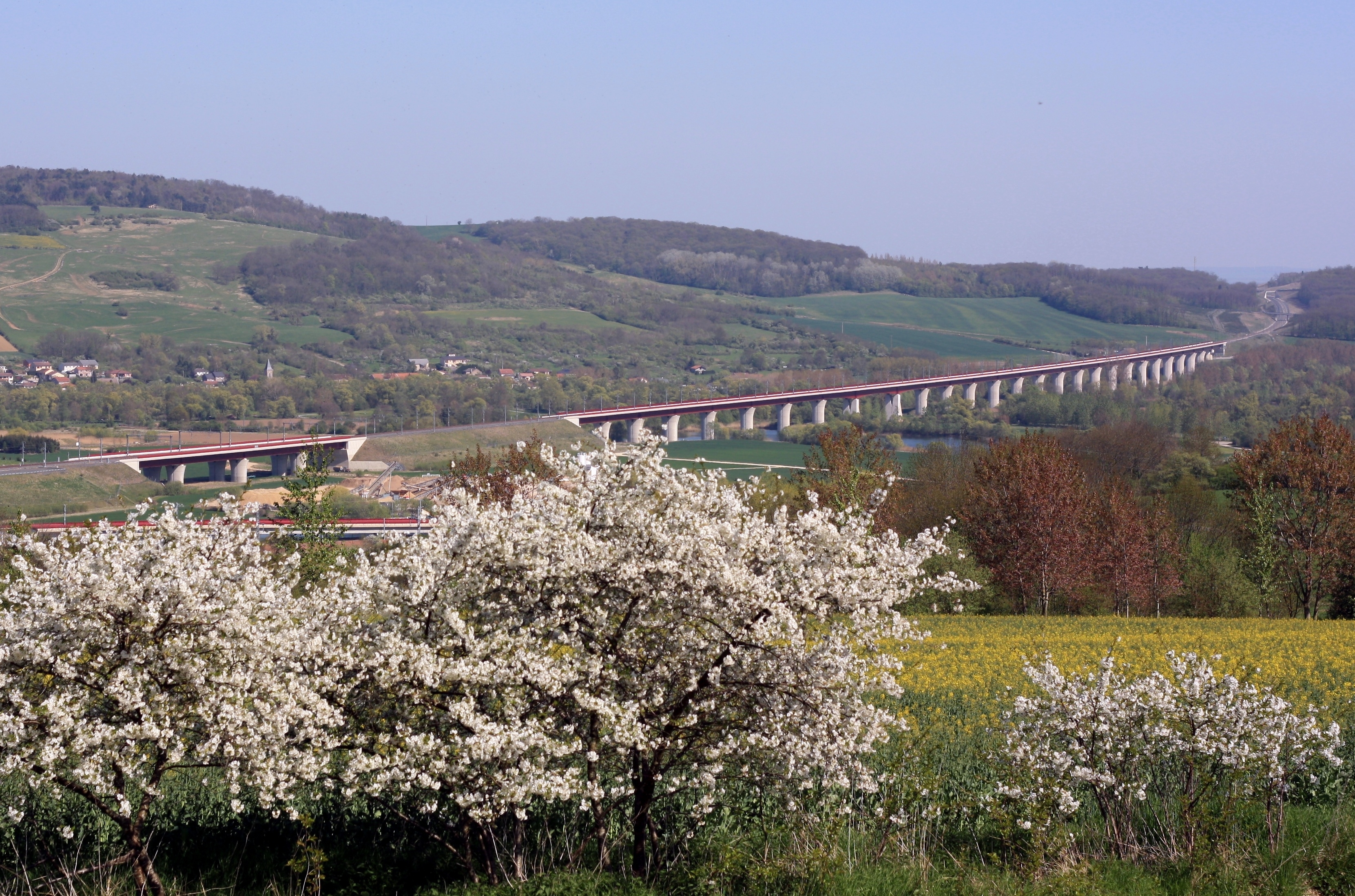
Виадук Вандьер. Пересечение скоростной железной дороги Париж—Страсбург и железной дороги Нанси—Мец.

Вандьер находится в 6 км к северу от Понт-а-Муссона, в 3,5 км на юг от Паньи-сюр-Мозель, в 3,5 км на юго-восток от Прени. Другие соседние коммуны: Виллер-су-Прени и Норруа-ле-Понт-а-Муссон.

### Гидрология
Коммуна расположена в долине Мозеля вдоль бокового канала Мозеля. Через Вандьер протекает река Треи.

## Демография
Население коммуны на 2010 год составляло 929 человек.
| 1962 | 1968 | 1975 | 1982 | 1990 | 1999 | 2010 |
| ---- | ---- | ---- | ---- | ---- | ---- | ---- |
| 790  | 779  | 763  | 903  | 942  | 969  | 929  |